# Seii
Seii (西威 (Tây Uy) 1326–1350) là vua thứ hai của vương quốc Chūzan, Okinawa. Ông nối ngôi cha Tamagusuku năm 1336 lúc 10 tuổi. Triều đại của ông nổi bật bởi sự can thiệp vào triều chính của mẹ ông, và sự tham nhũng của bà. Bà đã lạm quyền và mất đi sự ủng hộ của quần thần đối với con bà.
Sau cái chết của Seii vào khoảng năm 1350, Governor Urasoe, Satto lên nắm quyền.